# Global Firepower
全球军事实力排名（英語：Global Firepower，簡稱GFP）是一个对全球军事实力进行排名的网站。它是知名的“美国第一、俄罗斯第二、中国第三”的来源。然而，该网站提供的数据分析并不完全有效，例如它不分析绿水海军和蓝水海军，仅仅根据海军舰船数量对海军力量进行排行。

## 2025年全球軍事實力排名
數字越低說明實力越強。
- 排名的前12國

1. 美国 0.0744
2. 俄羅斯 0.0788
3. 中國 0.0788
4. 印度 0.1184
5. 0.1656
6. 英国 0.1785
7. 法國 0.1878
8. 日本 0.1839
9. 土耳其 0.1902
10. 義大利 0.2164
11. 巴西  0.2415
12. 巴基斯坦 0.2513